# اليحاوية

تعديل مصدري - تعديل

اليحاويه هي إحدى قرى عزلة أحور بمديرية أحور التابعة لمحافظة أبين، بلغ تعداد سكانها 418 نسمة حسب تعداد اليمن لعام 2004.